# ستيفن سيمبسون (لاعب كرة قدم)
ستيفن سيمبسون هو لاعب كرة قدم كندي، ولد في 5 أبريل 2000.